# 19860 Anahtar
19860 Anahtar è un asteroide della fascia principale. Scoperto nel 2000, presenta un'orbita caratterizzata da un semiasse maggiore pari a 2,8571654 UA e da un'eccentricità di 0,1372586, inclinata di 3,17533° rispetto all'eclittica.